# Koninklijk Station
Het Koninklijk Station (Frans: Gare royale of Halte royale) is een voormalig spoorwegstation voor de koninklijke familie van België, gelegen aan het Koninklijk Domein van Laken, noordwest van de Zennebrug over het Zeekanaal Brussel-Schelde.
Het station werd gebouwd in 1877 op vraag van Leopold II. Het ligt aan de spoorlijnen 28 (Schaarbeek – Brussel-Zuid) en 50 (Gent-Sint-Pieters – Brussel-Noord) maar is niet meer in gebruik. Het onderhoud van de buitenzijde valt onder de verantwoordelijkheid van de NMBS, het interieur dient door de koninklijke familie te worden verzorgd.
Op 6 september 2001 zijn koning Albert II en koningin Paola op uitnodiging van de NMBS, in de Koninklijke halte aan boord gegaan van een speciale trein, nadat ze per auto door het park van het koninklijk domein gereden waren. Deze trein, ingezet naar aanleiding van het 75-jarig bestaan van de NMBS, reed dan over Antwerpen, Luik en Leuven naar station Schaarbeek, waar de vorsten de historische Koninklijke treinen bezocht hebben. 
Direct na het koninklijk bezoek werd het station gesloten en kwam het leeg te staan. De NMBS blijft evenwel verantwoordelijk voor het onderhoud van het gebouw. Hoewel de buitenzijde bij besluit van de Brusselse Hoofdstedelijke Regering per 26 september 1996 beschermd is, werd in 2017 opgemerkt dat het gebouw er vervallen bijstond.